# Guardianes de la noche (película)
Guardianes de la noche (en ruso: Ночной дозор, Nochnói dozor) es una película rusa de terror fantástico del año 2004 dirigida por Timur Bekmambétov y basada en la novela homónima de Serguéi Lukiánenko.
Esta es la primera parte de una bilogía seguida por Guardianes del Día. Antes de la producción de la secuela, la FOX, como propietaria de los derechos de producción, estaba interesada en una tercera titulada Guardianes del Crepúsculo, sin embargo, no se tiene constancia de que se vaya a completar, por lo que probablemente el final sea en la segunda película. 

## Argumento

### Inicio de la tregua
Durante años, y desde tiempos ancestrales, a los humanos con poderes sobrenaturales se les dieron el nombre de "Otros" (Иные). Hubo dos bandos, las fuerzas de la Oscuridad, que sometían y torturaban a la población indefensa, y los Iluminados, que protegían a estos de las garras de los tenebrosos. Un día, ambos bandos se encontraron en un puente, pero ninguno quiso retroceder, desencadenándose así una cruel batalla, mientras corría la sangre, fruto de la cruel contienda, Zavulón (Viktor Verzhbitsky) se regodeaba mientras que Hesser (Vladímir Menshov) lloraba por las pérdidas humanas, consciente de que la batalla estaba demasiado igualada, Lord Hesser mandó detener la guerra y acordó con Zavulón pactar una tregua. Para ello crearon guardias que lucharían para asegurar el cumplimiento de la misma. A los Otros de la Luz se les daría el nombre de Guardianes de la Noche, los cuales tendrían que vigilar a los Oscuros para que estos respetaran el alto al fuego. Y los Otros Oscuros, llamados Guardianes del Día, viceversa para mantener el equilibrio. Pero un buen día llegaría un Otro más poderoso que ninguno que tendrá que elegir bando rompiendo así la balanza.

### Moscú, año 1992
En la Rusia moderna, abandonado por su pareja sentimental (María Mirónova), Antón Gorodetski (Konstantín Jabenski) acude a Daria Schultz (Rimma Márkova), una bruja anciana que se ve capaz de juntar de nuevo a la pareja. Antes de empezar con el procedimiento, la mujer le informa de que su exnovia está embarazada de otro hombre y que por lo tanto, esta debe abortar, ya que de lo contrario, aunque funcione el conjuro, el niño, una vez nacido, volverá a arrastrar a su madre de nuevo a su padre. Antón acepta la responsabilidad bajo lo que conlleva. Tras preparar un elaborado procedimiento, recita un conjuro para inducirla al aborto. La siguiente escena lleva a un crucero por el río donde está Irina Petrova, la mujer a la que quiere recuperar, a medida que la bruja ora, la mujer entra en colapso con dolorosas contracciones en su útero. La misión está a punto de ser un éxito hasta que de la nada aparecen dos personas; Ilyá "Oso" y Semión (Aleksandr Samóilienko y Alekséi Maklakov) en la habitación a la que se une una tercera; Lena "Tigrecito" (Anna Sliúsarieva) , la cual se convierte en tigre deteniendo así a la bruja bajo los cargos de violación de la tregua. Por otro lado se muestran sorprendidos al ver que Antón los puede ver, por lo que resulta ser un Otro.

### 12 años después
12 años después, Antón ha pasado a ser miembro de la Guardia Nocturna junto con sus tres compañeros (aquellos que arrestaron a Daria). Como vecino tiene a Kostya (Alekséi Chádov), el cual le lleva hasta su padre (Valeri Zolotukhin), un carnicero que le consigue sangre para consumo propio a sabiendas de que los Guardianes de la Noche solo beben cuando van a cazar vampiros al igual que ellos.
Mientras tanto, Yegor Petrov (Dmitri Martinov), un niño de 12 años oye "La Llamada", señal que manda una vampira que busca alimento, el chico empieza su camino errante, por otro lado, Antón, gracias a la sangre que ha bebido capta la señal y sigue al niño de cerca hasta el Metro, pero le pierde de vista cuando una marea de gente le impide salir del vagón, allí mismo ve a una mujer rubia cuyos cabellos vuelan como si hubiera una especie de tornado sobre su cabeza a pesar de estar bajo tierra.
Tras bajar en Svíblovo, Antón sigue el rastro del chico, el cual le lleva a una casa abandonada donde dos vampiros retienen al chico para alimentarse de él, pero antes de que puedan morderle el cuello, Antón entra de un portazo, allí es atacado por el vampiro macho, al que Gorodetski solo puede ver a través de un espejo, por otro lado, consigue herir a la chica con la luz de la linterna. Mientras pelean, Oso, Tigrecito y Semyón van a socorrerle con el camión, finalmente cuando llegan al lugar, encienden las luces del vehículo y Antón utiliza el espejo como reflejo volatilizando así al Oscuro, mientras, Antón aparece aparentemente moribundo.
Tras ser llevado al cuartel general, es curado por Geser, que le explica que el entrar en la Penumbra hubiera facilitado la tarea. Anton aprovecha entonces para hablarle de la mujer que vio, su jefe le explica una leyenda sobre una virgen llamada "La Doncella", que fue maldita, y como las personas a las que visitaba morían y los animales enfermaban, aparte de ir acompañada por un vórtice de infortunio, todos esos detalles parecen ajustarse a una profecía sobre el fin de los tiempos que se está cumpliendo, y que para evitarlo debe morir o hallar al tipo que la maldijo. Consciente del mal estado de Anton, Geser le hace entrega de un "compañero", una lechuza disecada de nombre Olga (Galina Tiunina), pero que Anton rechaza, aun así cuando Geser la lanza por la ventana, esta cobra vida y sale volando.
De pronto aparece en su apartamento el ave, el cual al darse la vuelta, Olga se transforma en una mujer. Tras prepararse, los dos siguen tras la pista de Yegor para protegerle de la vampira, para ello deciden adentrarse en la Penumbra, pero son descubiertos por el niño cuando este hace lo mismo ganándose así la condición de Otro, lamentablemente para el chico, no está entrenado para sobrevivir en ese ambiente, y la Penumbra le va consumiendo poco a poco hasta que Anton decide cortarse con un cuchillo para así poder distraer la Penumbra y salir de allí. Tras emerger, Anton se fija en una foto de Yegor con su madre, quien resulta ser la ex de Gorodetski. Mientras en el cuartel general dan con la zona cero del vórtice, para ello, Anton y Olga deben marchar hacía Vatutinki, siendo sustituidos por Tigrecito, pero un despiste de estos, hace que el chiquillo suba a la terraza por la escalera de incendios al ser llamado por la Vampira.
Una vez en Vatútinki, se desvela la identidad de la mujer con la que Anton tuvo el encontronazo, Svetlana Nazarova (Maria Poroshina), de profesión: médica de cabecera. Desde su apartamento se puede ver un vórtice de proporciones gigantescas, Anton decide pasarse por uno de sus pacientes, mientras se dirige hacia el piso, no para de pensar en Yegor, y en como Daria le mintió al descubrir que el hijo de su exmujer es suyo y no de su amante. Al principio, la mujer cae en el engaño al no reconocerle del metro, pero descubre que le está mintiendo pensando enseguida que ha cometido un error al permitir entrar a un extraño en su casa, tras hablar con ella, consigue decirle quien la maldijo: ella misma, causando que el Vórtice vaya despareciendo poco a poco.
De vuelta a Moscú, la Vampira retiene a Yegor como rehén y exige ver al que mató a Andréi, cuando Gorodetski llega a la terraza intenta convencerla de que suelte al niño a cambio de ayudarla, de pronto irrumpe en la azotea, Zavulon, y todo se vuelve oscuro, Anton se da cuenta de que no tiene el amuleto que le dio el líder Oscuro para protegerse, aun así empieza un duelo entre ellos hasta que este último trata de apuñalar a Zavulon, sin embargo, este da un paso atrás dejando paso a Yegor, quien avanzaba para darle el amuleto. Anton casi mata al chico sin querer hasta que Zavulon le detiene. Anton intenta calmar a Yegor, aun con el susto en el cuerpo, diciéndole que no pretendía matarlo, pero el lord Oscuro le contradice llamando a Alisa Dónnikova (Zhanna Friske), quien lee la ficha de Anton, tras escuchar el trato que hizo con la bruja en 1992 para que esta matara al hijo de Irina Petrova antes de nacer, esto hace que Yegor se pase a la Oscuridad con mal pesar de Anton.

## Reparto
- Konstantín Jabenski es Antón Gorodetski.
- Vladimir Menshov es Boris Ignatievich "Hesser".
- Dmitri Martinov es Yegor Petrov.
- Galina Tyunina es Olga.
- Viktor Verzhbitsky es Zavulon.
- Aleksandr Samoilienko es Ilya "Oso".
- Aleksei Maklakov es Semyon.
- Anna Sliusareva es Lena "Tigrecito".
- Rimma Markova es Daria Schultz.
- Zhanna Friske es Alisa Donnikova.
- Maria Poroshina es Svetlana Nazarova.
- Aleksei Chadov es Kostya Sergeevich Saushkin.
- Valeriy Zolotukhin es Valeriy Sergeevich.

## Producción
El film fue la primera producción de fantasía rusa de gran presupuesto y una de las más taquilleras desde el colapso de la industria cinematográfica de la Unión Soviética. La película estuvo producida por la cadena de televisión nacional, Perviy Kanal con 4,2 millones de dólares. Fue rodada en una proporción de pantalla de 1.85:1.
El presupuesto se destinó a crear los cientos de efectos especiales a los que los espectadores de hoy en día están acostumbrados a ver, lo cual supuso un reto. En total se usaron 16 estudios del país especializados en VFX y trabajadores autónomos, cada cual fue elegido por sus habilidades individuales. La mayor parte de las escenas fueron creadas por diferentes artistas a lo largo de varias franjas horarias, teniendo que compartir datos e imágenes por internet.

## Venta y recepción
Tras su estreno en el Festival de Cine de Moscú de 2004, se realizó una campaña de promoción a lo largo de la CEI el 8 de julio de 2004. La película fue un éxito siendo el film ruso con mayores ganancias en taquilla de la historia cosechando [solo en Rusia] 16,7 millones de dólares superando a El Señor de los Anillos: la Comunidad del Anillo. El 1 de enero de 2006 se estrenó la secuela. Actualmente hay una serie de televisión en producción.
La película llamó la atención de Fox Searchlight Pictures, que pagó 4 millones de dólares para adquirir los derechos de distribución a nivel mundial (excluyendo a Rusia y los Países Bálticos) de la primera la segunda entrega.

## Música
La película contiene una variedad de canciones procedentes de grupos musicales como Jack del grupo bielorruso TT-34, Ispaniya de Drum Ecstasy, A ya vse letala de Blestyashchie y de solistas como es el caso de Olga Zarubina con el sencillo Na teplokhode muzyka igraet.
En el ending, la música final varía dependiendo si la película es la edición nacional o internacional (España e Hispanoamérica). Mientras que en la primera suena de fondo Nochnoi Dozor de Uma2rman, en la edición lanzada al mercado extranjero suena Shatter de Feeder.